# Gauliga Pommern 1944/45
Die Gauliga Pommern 1944/45 war die zwölfte und letzte Spielzeit der Gauliga Pommern des Deutschen Fußball-Bundes. Kriegsbedingt wurden sämtliche Vereine, die noch am Spielbetrieb teilnehmen konnten, in sechs sogenannten Sportkreisgruppen eingeteilt. Auf Grund des Verlaufs des Zweiten Weltkriegs und den Vormarsch der Roten Armee wurde die Meisterschaft im August bzw. September 1944 abgebrochen. Nach der Eroberung Pommerns unterstellte die Rote Armee ab April 1945 dessen östlich der Oder-Neiße-Linie liegenden Teil der Verwaltung der Volksrepublik Polen, die alle deutschen Vereine und Einrichtungen beseitigte.

## Abschnitt Ost

### Sportkreisgruppe Köslin (abgebrochen)
| Pl. | Verein              | Sp. | S | U | N | Tore    | Quote | Punkte |
| --- | ------------------- | --- | - | - | - | ------- | ----- | ------ |
| 1.  | SV Viktoria Kolberg | 2   | 2 | 0 | 0 | 017:100 | 17,00 | 04:0   |
| 2.  | LSV Kolberg         | 1   | 1 | 0 | 0 | 010:000 | ∞     | 02:0   |
| 3.  | LSV Kamp            | 2   | 1 | 0 | 1 | 004:110 | 0,36  | 02:20  |
| 4.  | LSV Deep            | 0   | 0 | 0 | 0 | 000:000 | 1,00  | 0:0    |
| 5.  | Kösliner SV Phönix  | 1   | 0 | 0 | 1 | 000:100 | 0,00  | 0:20   |
| 6.  | SV Preußen Köslin   | 2   | 0 | 0 | 2 | 002:110 | 0,18  | 0:40   |

### Sportkreisgruppe Schneidemühl (abgebrochen)
In dieser Spielklasse nahmen folgende Vereine teil, Ergebnisse sind nicht überliefert.
- FC Viktoria Schneidemühl
- SV Deutsch Krone
- SV Hertha Schneidemühl
- HSV Schneidemühl
- HSV Groß Born (zurückgezogen)

### Sportkreisgruppe Stolp (abgebrochen)
| Pl. | Verein                 | Sp. | S | U | N | Tore    | Quote | Punkte |
| --- | ---------------------- | --- | - | - | - | ------- | ----- | ------ |
| 1.  | SV Viktoria Stolp      | 1   | 1 | 0 | 0 | 003:100 | 3,00  | 02:0   |
| 2.  | SV Germania Stolp      | 0   | 0 | 0 | 0 | 000:000 | 1,00  | 0:0    |
| 3.  | LSV Stolpmünde         | 0   | 0 | 0 | 0 | 000:000 | 1,00  | 0:0    |
| 4.  | FC Pfeil Lauenburg     | 0   | 0 | 0 | 0 | 000:000 | 1,00  | 0:0    |
| 5.  | HSV Rügenwalde         | 0   | 0 | 0 | 0 | 000:000 | 1,00  | 0:0    |
| 6.  | SV Stern-Fortuna Stolp | 1   | 0 | 0 | 1 | 001:300 | 0,33  | 0:20   |

## Abschnitt West

### Sportkreisgruppe Greifswald (abgebrochen)
Staffel Ost:
| Pl. | Verein              | Sp. | S | U | N | Tore    | Quote | Punkte |
| --- | ------------------- | --- | - | - | - | ------- | ----- | ------ |
| 1.  | LSV Dievenow        | 1   | 1 | 0 | 0 | 001:000 | ∞     | 02:0   |
| 2.  | TSV 1861 Swinemünde | 0   | 0 | 0 | 0 | 000:000 | 1,00  | 0:0    |
| 3.  | LSV Garz/Swinemünde | 0   | 0 | 0 | 0 | 000:000 | 1,00  | 0:0    |
| 4.  | TSV Ahlbeck         | 1   | 0 | 0 | 1 | 000:100 | 0,00  | 0:20   |

Staffel West
- LSV Greifswald
- SV Karlshagen 1938
- ASG Anklam
- LSV Anklam
- KSG Greifswald

### Sportkreisgruppe Stettin (abgebrochen)
| Pl. | Verein                                  | Sp. | S | U | N | Tore    | Quote | Punkte |
| --- | --------------------------------------- | --- | - | - | - | ------- | ----- | ------ |
| 1.  | WKG Kriegsmarine U-Stützpunkt Stettin   | 7   | 4 | 2 | 1 | 022:120 | 1,83  | 10:40  |
| 2.  | TSV 1894 Stettin                        | 7   | 4 | 0 | 3 | 016:170 | 0,94  | 08:60  |
| 3.  | SV Preußen-Borussia Stettin             | 5   | 3 | 0 | 2 | 013:110 | 1,18  | 06:40  |
| 4.  | Kriegsspielgemeinschaft VfL/RSG Stettin | 7   | 3 | 0 | 4 | 020:190 | 1,05  | 06:80  |
| 5.  | Stettiner SC                            | 9   | 2 | 2 | 5 | 013:210 | 0,62  | 06:12  |
| 6.  | VfL Pölitz                              | 3   | 1 | 0 | 2 | 003:700 | 0,43  | 02:40  |
| 7.  | LSV Stettin a                           | 0   | 0 | 0 | 0 | 000:000 | 1,00  | 0:0    |

### Sportkreisgruppe Stralsund (abgebrochen)
Aus der Gruppe Stralsund sind folgende Teilnehmer überliefert. Es ist nicht überliefert, ob ein Spielbetrieb stattfand.
- LSV Pütnitz
- LSV Tutow
- TSV 1860 Stralsund
- WKG Marine-Flakschule Grimmen
- WKG KAS Saßnitz
- LSV Bug